# Негативный консеквенциализм
Негати́вный консеквенциали́зм — это разновидность консеквенциализма, одной из основных теорий нормативной этики. Как и другие версии консеквенциализма, негативный консеквенциализм утверждает, что моральная правильность и неправильность чего-либо зависит лишь от последствий. Таким образом, как и в прочих версиях консеквенциализма, ответы на вопросы вроде «что я должен делать» и «каким человеком я должен быть» даются с точки зрения последствий. Негативный консеквенциализм отличается от других версий консеквециализма тем, что в моральных оценках он придаёт больше веса тому, что плохо (например, страдание или несправедливость) по сравнению с тем, что хорошо (например, счастье или справедливость). Зачастую он может быть отнесен к так называемой «этике, сосредоточенной на страданиях», согласно которой уменьшение или предотвращение страданий имеет моральный приоритет над любым другим возможным моральным долгом.

## Негативный утилитаризм
Специфической разновидностью консеквенциализма является утилитаризм, согласно которому последствия важны с точки зрения их влияния на общее благополучие. Консеквенциализм шире утилитаризма. К примеру, консеквенциалисты могут считать важными не только благополучие, но также справедливость, честность и равенство. Или консеквенциалисты могут считать важным благополучие, но не обязательно общее (например, согласно приоритаризму мы должны стремиться увеличивать общее благополучие, но при этом уделять приоритетное внимание тем, у кого оно ниже всего). Негативный утилитаризм — это утилитарная разновидность негативного консеквенциализма, согласно которой при оценке общего благополучия мы должны отдавать приоритет его негативным компонентам, таким как страдание. Негативный утилитаризм — наиболее известная версия негативного консеквенциализма. Однако, подобно тому, как есть множество возможных версий не-негативного консеквенциализма, возможно и множество соответствующих версий негативного консеквенциализма. Другими примерами служат негативный приоритаризм и негативный эгалитаризм.

## Сторонники
Этику Джорджа Мура можно считать разновидностью негативного консеквенциализма (более конкретно, консеквенциализма с негативно-утилитарной компонентой), поскольку его относили к консеквенциалистам и он говорил, что "осознание интенсивной боли — само по себе великое зло", в то время как "простое осознание удовольствия, неважно сколь интенсивного, само по себе не кажется великим добром, даже если и имеет какую-то небольшую внутреннюю ценность. Короче говоря, боль (если под этим выражением мы понимаем осознание боли) кажется намного более ужасным злом, нежели удовольствие — добром."
Ингемар Гедениус защищал консеквенциализм, который можно назвать негативным (или имеющим негативно-утилитарную компоненту), поскольку он придавал более значение страданиям, нежели удовольствиям. Гедениус считал худшие явления в жизни, такие как адское страдание, столь плохими, что вычисления соотношения страданий и счастья становится ненужным — по его мнению, такое зло нельзя скомпенсировать никаким добром.
Профессор философии Кларк Вульф защищает "негативный консеквенциализм в качестве компоненты более крупной теории справедливости."
Уолтер Синнот-Армстронг интерпретирует моральную систему Бернарда Герта как "сложную форму негативного объективного универсального консеквенциализма публичных правил."
Джейми Майерфелд аргументирует в пользу строгого обязательства облегчать страдание, принимающего форму консеквенциализма. Он пишет, что "страдание является плохим в большей степени, чем счастье — хорошим," и что "пожизненное блаженство множества людей, не важно скольких, не может оправдать, чтобы мы допустили пожизненную пытку одного."
Дэвид Пирс аргументирует в пользу моральной срочности устранения страданий, основываясь на негативном утилитаризме.
Негативный консеквециализм связывали с асимметрией в популяционной этике, согласно которой неправильно создавать несчастную жизнь, но не столь неправильно упускать возможность создать счастливую жизнь.

## Цитаты
1. ↑  Peterson, 2013, p. vii: "Consequentialism is one of the major theories of normative ethics".
2. ↑  Bykvist, 2009, p. 19: "The whole family of utilitarian theories is captured by the equation: Utilitarianism = Consequentialism (nothing but the values of outcomes matter for the rightness of actions) + Welfarism (nothing but well-being matters for the value of outcomes)."
3. ↑  Arrhenius & Bykvist, 1995, p. 115: “Our point of departure was the firm intuition that unhappiness and suffering have greater weight than happiness. By taking this stand we revealed ourselves as members of the negative utilitarian family.” Ord, 2013: “NU [negative utilitarianism] comes in several flavours, which I will outline later, but the basic thrust is that an act is morally right if and only if it leads to less suffering than any available alternative. Unlike Classical Utilitarianism, positive experiences such as pleasure or happiness are either given no weight, or at least a lot less weight. (In what follows, I use the word 'happiness' to stand in for whatever aspects of life might be thought to have positive value).”
4. ↑  Gloor, L. (2019) "The case for suffering-focused ethics" Архивная копия от 23 октября 2016 на Wayback Machine, Center on Long-Term Risk.
5. ↑  Vinding, Magnus. Suffering-Focused Ethics: Defense and Implications. — Copenhagen : Ratio Ethica, 2020.
6. ↑  Bykvist, 2009.
7. ↑  Hooker, Mason & Miller, 2000, p. 2: “Other consequentialist theories take other things to be valuable, for example justice, fairness, and equality.”
8. ↑  Parfit, 1995, p. 19–22
9. ↑  “One form of negative consequentialism is negative utilitarianism”. Animal Ethics (2014) "Negative Consequentialism" Архивная копия от 5 июня 2014 на Wayback Machine, Ethics and Animals
10. ↑  “According to negative consequentialism such as negative prioritarianism, negative utilitarianism, and negative consequentialist egalitarianism...”Animal Ethics (2014) "Negative Consequentialism" Архивная копия от 5 июня 2014 на Wayback Machine, Ethics and Animals
11. ↑  Shaw, 1995, p. 46: “Moore is indeed a consequentialist.”
12. ↑  Moore, 1951, p. 213.
13. ↑  Moore, 1951, p. 212.
14. ↑  Petersson, 2009.
15. ↑  Wolf, 2009, p. 360: "For a defence of a negative consequentialism as a component of a larger theory of justice, see Wolf (1999)." См. Wolf, 1999.
16. ↑  Sinnott-Armstrong, 2002, p. 147.
17. ↑  Mayerfeld, 1999, p. 116: "The duty to relieve suffering, I have suggested, arises from the badness of suffering." Mayerfeld, 1999, p. 117: "The duty to relieve suffering is consequentialist in form."
18. ↑  Mayerfeld, 1999, p. 136.
19. ↑  Mayerfeld, 1999, p. 178.
20. ↑  Pearce, David (2017). Can Biotechnology Abolish Suffering? North Carolina: The Neuroethics Foundation. ISBN 9781386842149.
21. ↑  Benatar, D. (2006) Better never to have been: The harm of coming into existence, Oxford: Oxford University Press.
22. ↑  Rozas, M. (2021) "Two asymmetries in population and general normative ethics", Etikk I Praksis, 1, 41-49.

## Дальнейшее чтение
- Vinding, Magnus. Suffering-Focused Ethics: Defense and Implications. — Copenhagen : Ratio Ethica, 2020. — ISBN 9798624910911.
- Alexander, Christopher (2014). Axioms of Morality and Ethics in Negative Utilitarianism. Reinvention: An International Journal of Undergraduate Research. BCUR 2014 Special Issue.
- Leighton, Jonathan. The battle for compassion: Ethics in an apathetic universe. — New York : Algora, 2011.
- Mayerfeld, Jamie (1996). The Moral Asymmetry of Happiness and Suffering. Southern Journal of Philosophy. 34 (3): 317–38. doi:10.1111/j.2041-6962.1996.tb00795.x.
- Knutsson, Simon. What Is the Difference Between Weak Negative and Non-Negative Ethical Views?, Foundational Research Institute (2016).

## Внешние ссылки
- Algosphere Alliance: Vision
- Center for Reducing Suffering (2020) Suffering-Focused Ethics, Research
- Center on Long-Term Risk: "How can humanity best reduce suffering?"
- Organisation for the Prevention of Intense Suffering
- Qualia Research Institute (2020) Suffering
- Suffering-Focused Ethics Resources